# Severance (Kansas)
Severance es una ciudad ubicada en el condado de Doniphan en el estado estadounidense de Kansas. En el año 2010 tenía una población de 94 habitantes y una densidad poblacional de 313,33 personas por km².

## Geografía
Severance se encuentra ubicada en las coordenadas 39°46′4″N 95°15′1″O / 39.76778, -95.25028 (39.767644, -95.250303).

## Demografía
Según la Oficina del Censo en 2000 los ingresos medios por hogar en la localidad eran de $25,313 y los ingresos medios por familia eran $27,083. Los hombres tenían unos ingresos medios de $25,625 frente a los $15,500 para las mujeres. La renta per cápita para la localidad era de $13,690. Alrededor del 26.6% de la población estaban por debajo del umbral de pobreza.